# يوهانس مولر (كاتب)
يوهانس مولر (بالألمانية: Johannes von Müller)‏ (و. 1752 – 1809 م) هو مؤرخ، وسياسي، وأمين مكتبة، وأستاذ جامعي، وكاتب سويسري، ولد في شافهاوزن، وكان عضوًا في الأكاديمية البروسية للعلوم، ومتنورون، والأكاديمية الملكية الهولندية للفنون والعلوم، توفي في كاسل، عن عمر يناهز 57 عاماً.

## التعليم
تعلم في جامعة غوتينغن.

## روابط خارجية
- جوهانس مولر على موقع الموسوعة البريطانية (الإنجليزية)